# Nicola Fumo

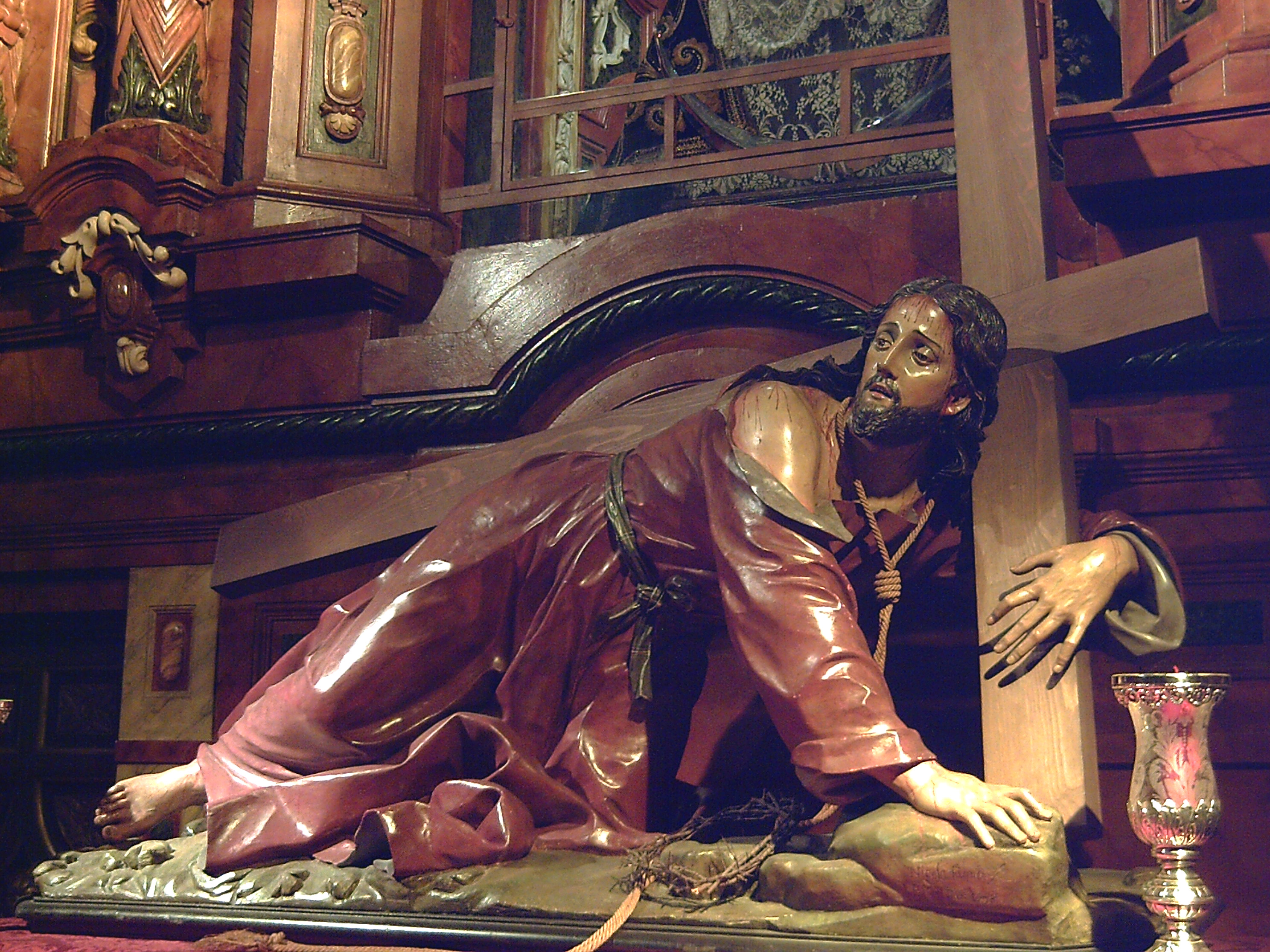
Cristo caduto portando la croce, 1698, Chiesa di San Genesio, a Madrid.

Nicola Fumo (Baronissi, 1647 – Napoli, 2 luglio 1725) è stato uno scultore e architetto italiano, tuttora considerato uno dei maggiori esponenti del barocco napoletano, in particolar modo nell'ambito della scultura lignea.

## Biografia
Nacque nel villaggio di Saragnano, attuale frazione del comune di Baronissi, dove ancora oggi esiste Casa Fumo. Discendente da una famiglia di specialisti nelle arti lignarie, fu inoltre allievo di Cosimo Fanzago, il quale riuscì a fargli raggiungere ottimi risultati. Durante la sua attività gli pervennero numerosissime commissioni, nel Regno di Napoli come anche in Spagna, dove ancora oggi è più conosciuto che in Italia. Infatti proprio a Madrid nel 1689 fu nominato "scultore del Re". Tra le più note opere inviate in Spagna spicca sicuramente il Cristo caduto del 1698 per la Chiesa di San Genesio di Marid.
A lui attribuita la statua di santa Lucia nell'omonima Chiesa dell'omonimo quartiere di Napoli, di San Giorgio nel 1720, l'Arcangelo Gabriele (collezione privata), una statua a gabbia nella chiesa del Santissimo Salvatore di Baronissi e molte altre statue di santi presenti nelle cappelle gentilizie della Chiesa del Convento della SS.ma Trinità di Baronissi.

## Opere
- Maria Addolorata, statua in legno policromo, Baronissi, Chiesa del Convento della SS.ma Trinità.
- San Bonaventura, statua in legno policromo, Baronissi, Chiesa del Convento della SS.ma Trinità.
- Santa Rosa da Viterbo, statua in legno policromo, Baronissi, Chiesa del Convento della SS.ma Trinità.
- San Pietro d'Alcantara, statua in legno policromo, Baronissi, Chiesa del Convento della SS.ma Trinità.
- Crocifisso, statua in legno policromo, Baronissi, Chiesa del Convento della SS.ma Trinità.
- San Giuseppe, statua in legno policromo, Baronissi, Chiesa del Convento della SS.ma Trinità.
- San Michele Arcangelo, statua in legno policromo, Baronissi, Chiesa del Convento della SS.ma Trinità.
- Sant'Anna, statua in legno policromo, Baronissi, Chiesa del Convento della SS.ma Trinità.
- Madonna di Montevergine, statua in legno policromo, Baronissi, Chiesa del Convento della SS.ma Trinità.
- San Pasquale Baylon, statua in legno policromo, Baronissi, Chiesa del Convento della SS.ma Trinità.
- San Francesco, statua in legno policromo, Baronissi, Chiesa del Convento della SS.ma Trinità.
- Immacolata Concezione, 1718, statua in legno policromo, Avellino, Cattedrale.
- Maria Assunta, statua in legno policromo, Baronissi, Chiesa del SS.mo Salvatore.
- Maria Assunta, 1689, statua in legno policromo, Lecce, Duomo.
- Crocifisso, 1692, statua in legno, Napoli, Chiesa dei Santi Cosma e Damiano a Secondigliano.
- Crocifisso, 1695, statua in legno, Napoli, Chiesa di San Nicola alla Carità.
- Santa Maria della Sanità, statua in legno, Santa Lucia di Serino, Monastero delle Clarisse.
- Immacolata Concezione, statua in legno dipinto, Siviglia, Chiesa di San Lorenzo.
- Angelo Custode, statua in legno dipinto, Napoli, già Chiesa di San Giovanni Battista delle Monache, ora al Museo Diocesano.
- San Giuseppe con Bambino, statua in legno dipinto, Napoli, già Chiesa di San Giovanni Battista delle Monache, ora al Museo Diocesano.
- San Michele Arcangelo, statua in legno dipinto, Napoli, già Chiesa di San Giovanni Battista delle Monache, ora al Museo Diocesano.
- San Nicola di Bari, statua in legno dipinto, Napoli, già Chiesa di San Giovanni Battista delle Monache, ora al Museo Diocesano.
- San Martino divide il mantello con il povero, statua in legno policromo, Napoli, Museo di San Martino.
- Cristo caduto portando la croce, 1698, statua in legno policromo, Madrid, Chiesa di San Genesio.
- San Michele Arcangelo, 1715, statua in legno policromo, Ripalimosani, Chiesa di Santa Maria Assunta.
- Santa Maria delle vergini, 1713, statua in legno policromo rappresentante la vergine patrona della città di Scafati, Chiesa di Santa Maria delle Vergini.
- Angelo Custode, 1717, statua in legno policromo, Napoli, Chiesa di Santa Maria Egiziaca a Pizzofalcone.
- Immacolata Concezione, statua in legno policromo, Napoli, Chiesa di Santa Maria Egiziaca a Pizzofalcone.
- San Michele Arcangelo, statua in legno policromo, Napoli, Chiesa di Santa Maria Egiziaca a Pizzofalcone.
- Crocifisso, statua in legno policromo, Napoli, Chiesa di Santa Maria Egiziaca a Pizzofalcone.
- Santa Lucia, statua in legno policromo, Napoli, Chiesa di Santa Lucia a Mare.
- Crocifisso, statua in legno policromo (1677), Napoli, Chiesa di Santa Maria dei Miracoli.
- San Michele Arcangelo, statua in legno policromo, Torre del Greco, Chiesa del Santissimo Sacramento e San Michele Arcangelo (attribuzione dibattuta).
- San Matteo, statua in legno policromo, Napoli, Oratorio della Confraternita dei Bianchi dei Santi Francesco e Matteo (opera attribuita).
- San Giuseppe con il bambino, statua in legno policromo, Napoli, Chiesa di San Giuseppe dei Vecchi (opera attribuita).
- Beato Pietro da Pisa, statua in lengo policromo (1680), Napoli, Chiesa di Santa Maria delle Grazie a Caponapoli (attualmente in deposito).
- Crocifisso, statua in legno policromo (1695), Napoli, Chiesa di San Nicola alla Carità.
- Sant'Antonio in preghiera, statua in legno policromo (1700), Napoli, Chiesa del Gesù delle Monache.
- Madonna Assunta[3] che si venera a Taurano (AV), statua in legno policroma (sec. XVII), attualmente nella Chiesa del Rosario in Taurano (AV), in quanto la Chiesa dell'Assunta in Taurano (AV) è chiusa.